# Камилски щурец
Камилските щурци (Tachycines asynamorus) са вид насекоми от семейство Rhaphidophoridae.
Таксонът е описан за пръв път от Николай Аделунг през 1902 година.